# Juan García Rodríguez

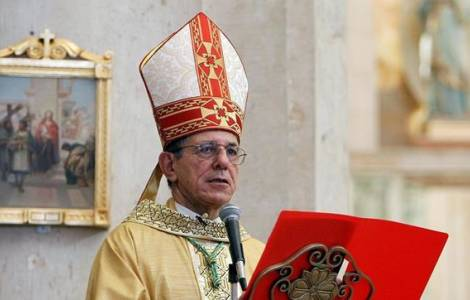
Erzbischof García Rodríguez (2016)

Kardinalswappen von Juan García Rodríguez

Juan de la Caridad Kardinal García Rodríguez (* 11. Juli 1948 in Camagüey) ist ein kubanischer Geistlicher und römisch-katholischer Erzbischof von San Cristóbal de la Habana.

## Leben
Juan García Rodríguez studierte Philosophie und Theologie in Havanna und empfing am 25. Januar 1972 das Sakrament der Priesterweihe. Anschließend war er als Gemeindepfarrer tätig und wurde später wurde in Camagüey Gründer und Leiter einer Schule für Missionsarbeit.
Papst Johannes Paul II. ernannte ihn am 15. März 1997 zum Titularbischof von Gummi in Proconsulari und Weihbischof in Camagüey. Der Bischof von Camagüey, Adolfo Rodríguez Herrera, spendete ihm am 7. Juni desselben Jahres die Bischofsweihe; Mitkonsekratoren waren Mario Eusebio Mestril Vega, Bischof von Ciego de Ávila, und Emilio Aranguren Echeverría, Bischof von Cienfuegos.
Am 10. Juni 2002 wurde er zum Erzbischof von Camagüey ernannt.
Am 26. April 2016 ernannte ihn Papst Franziskus zum Erzbischof von San Cristóbal de la Habana. Die Amtseinführung fand am 22. Mai desselben Jahres statt. Am 13. Juli 2019 ernannte ihn Papst Franziskus für fünf Jahre zum Mitglied der Kongregation für den Klerus.
Am 1. September 2019 gab Papst Franziskus bekannt, ihn im Konsistorium vom 5. Oktober 2019 als Kardinalpriester in das Kardinalskollegium aufnehmen zu wollen. Bei der Kardinalskreierung wies ihm der Papst am 5. Oktober 2019 die Titelkirche Santi Aquila e Priscilla zu. Die Besitzergreifung seiner Titelkirche fand am 26. August 2022 statt.
Am 21. Februar 2020 bestätigte ihn Papst Franziskus als Mitglied der Kongregation für den Klerus und am 20. April desselben Jahres berief er ihn zudem zum Mitglied der Päpstlichen Kommission für Lateinamerika.
Vom 22. März bis zum 14. Mai 2022 war er während der Sedisvakanz Apostolischer Administrator des Bistums Matanzas.